# Camp du Grand Arénas
Pour les articles homonymes, voir Arenas.
Le camp du Grand Arenas est un camp de transit créé dans les années 1930 pour accueillir dans un cadre provisoire des populations étrangères, sur un terrain de l'agglomération marseillaise. Pour des réfugiés juifs, puis indochinois et algériens, Fernand Pouillon édifie, à la Libération, entre la prison des Baumettes et le village de La Cayolle, des baraquements plus solides. Ce camp est en fait surtout un espace de transit pour les populations juives partant vers Israël. Le camp a été démoli en 1966.

## Histoire
À la suite des demandes de l'Agence Juive et de l'Alyat Hanoar, le camp a été ouvert en 1945 pour les populations juives réfugiées de la Seconde Guerre Mondiale. Le ministère des Prisonniers, Déportés et Réfugiés délègue alors sa construction à Fernand Pouillon. Il est alors constitué de 80 baraquements rudimentaires sur un terrain de 12,5 hectares. Des populations juives d'Afrique du Nord ont ensuite remplacé les rescapés de l'holocauste. Ce camp a ainsi servi de transit avant le voyage vers Israël pour une grande partie de ces exilés, dans le cadre de l'alya après l'indépendance d'Israël en 1948. Si le camp était officiellement sous la responsabilité du commissaire principal du secteur portuaire, c'est concrètement l'Agence juive qui en assurait la gestion. Il y eut de ce fait près de 35 000 transitaires de janvier à octobre 1956 dans le camp du fait de l'indépendance du Maroc et de la Tunisie.
De façon secondaire, le camp a accueilli des réfugiés venus d'Indochine, étroitement surveillés dans le cadre de la guerre coloniale menée par la France. Pendant les années 1950, le camp est dédié à l'accueil des populations apatrides. Lors de la guerre d'Algérie, il a été utilisé pour enfermer des Algériens suspectées d'être sympathisants du FLN.

## Surveillance
Le camp est cependant aussi étroitement surveillé par le gouvernement. De 1953 à 1957 un inspecteur des garnis et un inspecteur chargé de la police des étrangers sont affectés à l'identification et au recensement des étrangers du camp. Dans ce cadre, une réglementation est adoptée  en décembre 1953 sur les arrivées d'immigrés, prévoyant l'établissement de fiches individuelles.

## Vie quotidienne

### Hygiène
La vie au camp est marquée par une forte précarité. Les populations qui y viennent sont généralement des émigrés modestes disposant déjà de peu de moyens. Il y a en outre souvent plusieurs familles par baraquements, les conditions d'hygiène sont très mauvaises. En effet, la terre battue et les toits de tôle n'isolent pas les transitaires des intempéries extérieures, facilitant les maladies et leur propagation, comme la tuberculose, la teigne et le trachome. En 1956, les canalisations sont tellement vétustes qu'elles se fissurent et que le camp doit être ravitaillé quotidiennement par les pompiers.
Le camp dispose néanmoins d'un médecin permanent, le docteur Henenfeld, résidant dans une propriété fournie par l'Agence juive. Cette dernière peut accueillir les malades les plus touchés.

### Tensions culturelles
Le camp réunit un grand nombre de personnes issues de différents pays. Cependant, il est concrètement organisé par les Juifs ashkénazes de l'Agence juive. Pourtant, les émigrants d'Afrique du Nord sont essentiellement séfarades, ce qui crée des tensions entre les deux populations.

### Légalité
Les autorisations de transit ne dépassent pas un mois. Dans les faits, les populations restent néanmoins beaucoup plus longtemps. Leur présence irrégulière est accrue par les politiques restrictives de l’État d'Israël en matière d'immigration. A partir de 1952 un examen médical est organisé par l'Agence Juive et opéré par un envoyé d'Israël.

### Judaïsme et sionisme
Une synagogue est fournie par l'Agence juive, dirigée par le rabbin Scharwtsfuchs. Le camp respecte les cultes et traditions juives : le shabbat est respecté (les émigrés arrivés le samedi n'embarquent par pour Aréna).
Le lien avec Israël est aussi fortement maintenu, ainsi, le président israélien Ben Zvi visite le camp en 1955 et 1957. Des rabbins israéliens, comme Baba Salé en 1964 ou Itshak Nissim en 1965 visitent aussi le camp. L'hébreu est également enseigné dans une école du camp.